# Амбролаури
Амбролаури (груз. ამბროლაური) је град у Грузији и главни град регије Рача-Лечхуми и Доња Сванетија. Смештен је на обалама реке Риони. Према процени из 2014. у граду је живело 2.047 становника.
У 17. веку град је био седиште краљева Имеретије. Од тадашњих краљевских грађевина остала је само једна црква и кула. Званични статус града Амбролаури је добио 1966. године, а 1991. је страдао због земљотреса.
У близини града налазе се храм Никроцминда (11. век) и црква Баракони (18. век).

## Становништво
Према процени, у граду је 2014. живело 2.047 становника. Последњих година број становника расте.
| 1989. | 2002. | 2014. |
| ----- | ----- | ----- |
| 2.933 | 2.531 | 2.047 |

## Галерија
- Храм Никроцминда
- Црква Баракони